# Sylvie Moreau (natation)
Pour les articles homonymes, voir Sylvie Moreau et Moreau.
Sylvie Moreau (épouse Legrux), née en 1950, est une nageuse française. Elle est la sœur du nageur Gilles Moreau.
Elle remporte le titre de championne de France du 100 mètres nage libre, du 200 mètres nage libre et du 400 mètres nage libre en hiver 1969 à Toulouse. 